# باشگاه فوتبال سوندریوسکه
سوندریوسکه (نام کامل: SønderjyskE Fodbold, تلفظ [ˈsønɐˌjyskə ˈfoðˌpʌlˀt]) یک باشگاه دانمارکی است که در رشته‌های مختلفی از جمله فوتبال فعالیت دارد. این باشگاه در بالاترین سطح فوتبال دانمارک، سوپرلیگ فوتبال دانمارک بازی می‌کند. این باشگاه در شهر هادرسلف مستقر است.

## نام‌های پیشین
- اف‌کی هادرسلف (۱۴ ژوئیه ۱۹۰۶ – ۳۱ دسامبر ۲۰۰۰)
- اچ‌اف‌کی ساندریلند ("جوتلند جنوبی", ۱ ژانویه ۲۰۰۱ – ۳۱ دسامبر ۲۰۰۳)

## افتخارات
- جام حذفی فوتبال دانمارک
  - قهرمان: ۲۰۲۰–۲۰۱۹
  - نایب قهرمان: ۲۰۲۱–۲۰۲۰
- سوپر لیگ فوتبال دانمارک
  - نایی قهرمان: ۲۰۱۵–۲۰۱۶
- لیگ دسته اول فوتبال دانمارک (سطح دوم فوتبال دانمارک)
  - قهرمان: ۲۰۰۴–۲۰۰۵
  - نایب قهرمان: ۲۰۰۷–۲۰۰۸

## سوندریوسکه در اروپا
| فصل       | رقابت     | مرحله |            | باشگاه        | دور رفت   | دور برگشت | نتیجه (در کل) |
| --------- | --------- | ----- | ---------- | ------------- | --------- | --------- | ------------- |
| ۲۰۱۶–۲۰۱۷ | لیگ اروپا | 2Q    | استرومگدست | ۲–۱           | 2–2 (aet) | ۴–۳       |               |
| ۲۰۱۶–۲۰۱۷ | لیگ اروپا | 3Q    | لهستان     | زاگلبی لوبین  | ۱–۱       | ۲–۱       | ۳–۲           |
| ۲۰۱۶–۲۰۱۷ | لیگ اروپا | PO    | جمهوری چک  | اسپارتا پراگ  | ۰–۰       | ۲–۳       | ۲–۳           |
| ۲۰۲۰–۲۰۲۱ | لیگ اروپا | 3Q    | جمهوری چک  | ویکتوریا پلژن | —         | ۰–۳       | —             |